# Balneario El Morro

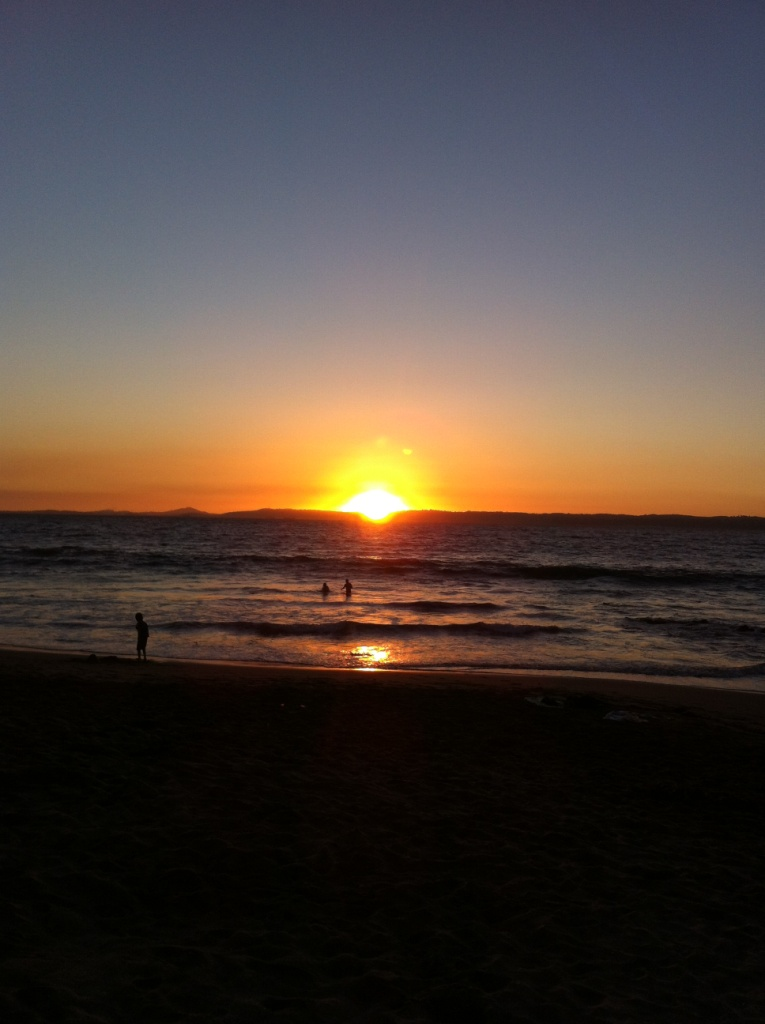
Atardecer en la Playa El Morro (Tomé)

El Balneario El Morro es una playa ubicada en pleno centro de la comuna de Tomé, en Chile, siendo una de las más concurridas tanto de dicha comuna como de toda la costa Norte de la Región del Biobío. En conjunto con la playa de Dichato (ubicada también en Tomé), Playa Blanca (Coronel) y la playa de Penco, es una de las más visitadas en la zona. Específicamente a cuatro cuadras de la plaza de armas de esta comuna.
El nombre se le atribuye a un cerro denominado El Morro ubicado entre la desembocadura del estero Collén. El lado hacia el Norte es la salida semirrural de la comuna por sus costas hacia el lado de Cocholgüe reencontrándose con alcantilados enormes bajo sector Cementerio.
Se ubican esta playa un buen mirador hacia la Isla Quiriquina, la Península de Tumbes y un interesante horizonte marino. Además de hoteles, restaurantes y pubs en los alrededores. Sin dejar de lado el comercio, el tránsito de vehículos menores y una plazoleta al costado del estero inaugurada en 2010 bajo el proyecto "bicentenario" del Gobierno de Chile.
Punto de encuentro tanto de los tomecinos como de los mismos veraneantes de la región, caracterizado por ser playa de la clase media mediados del siglo XX. También cuenta con un recinto privado bajo administración del Banco/Estado. Su acceso es libre y público.